# Heliport

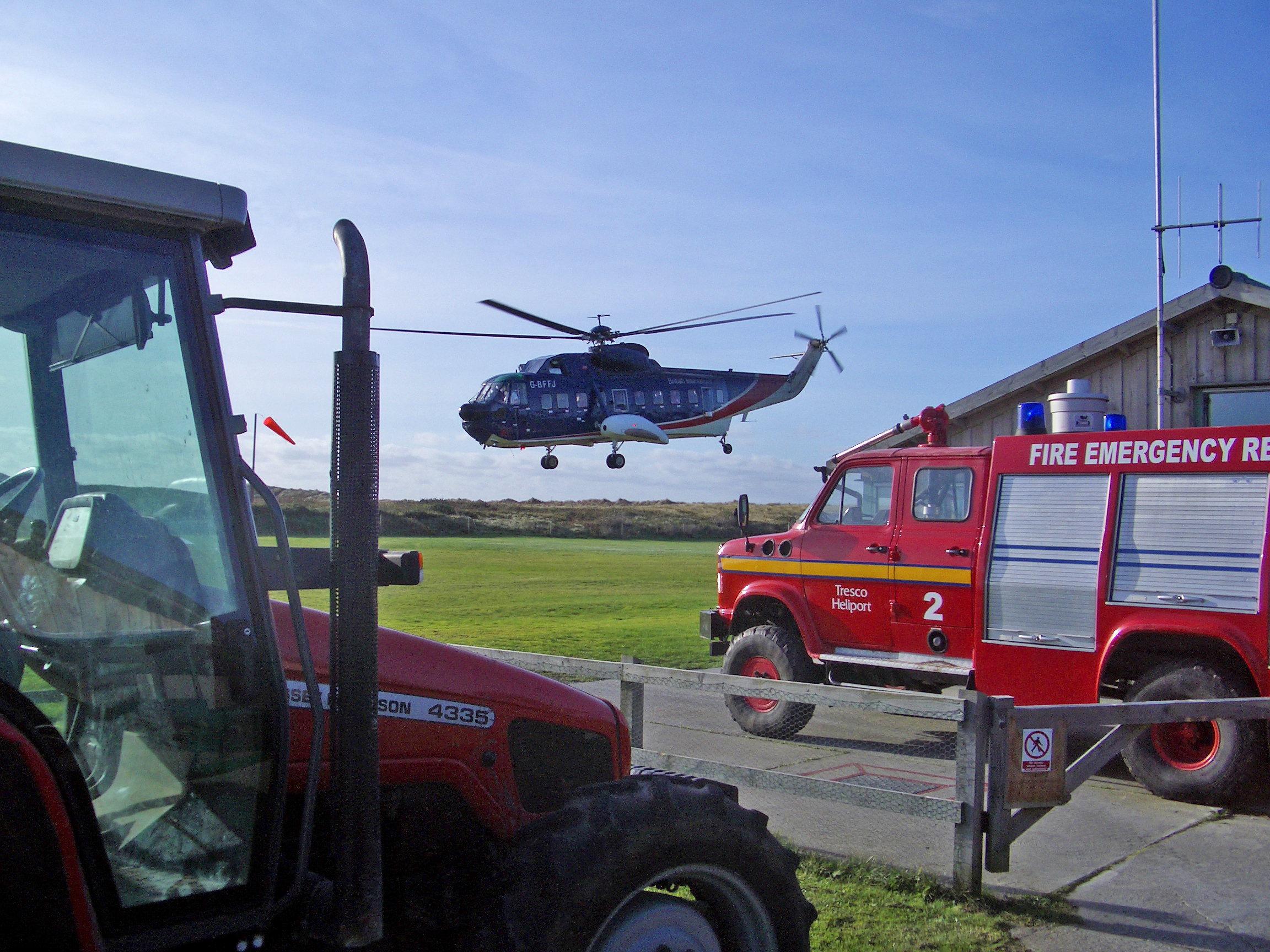
Heliport na wyspie Tresco w archipelagu Scilly w Anglii

Heliport – lotnisko przeznaczone dla przylotów, odlotów i naziemnego ruchu śmigłowców.
Lotniska te ze względu na swoje małe rozmiary znajdują się często w centrum miasta bądź na dachach dużych budynków.